# Ingrid a Suediei
Ingrid a Suediei (Ingrid Victoria Sofia Louise Margareta; 28 martie 1910 – 7 noiembrie 2000) a fost soția regelui Frederick al IX-lea al Danemarcei.

## Tinerețe

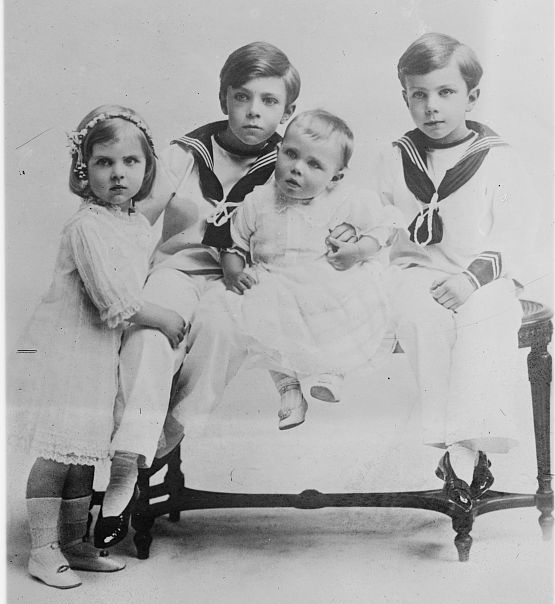
Prințesa Ingrid a Suediei și frații ei: Gustaf Adolf, Sigvard și Bertil.

S-a născut la Stockholm ca al treilea copil al regelui Gustaf al VI-lea Adolf al Suediei și al soției lui Prințesa Margaret de Connaught. Ingrid a fost stră-strănepoata reginei Victoria a Regatului Unit. Ea a fost botezată la 5 mai 1910. Nașii ei au fost: bunicii paterni regele Gustav al V-lea și regina Victoria de Baden, străbunica paternă Sofia de Nassau, bunicii materni Ducele și Ducesa de Connaught și Strathearn, străbunica paternă fosta Marea Ducesă de Baden, actuala Marea Ducesă de Baden, Ducesa de Dalarna, împărăteasa Rusiei, Prințesa Alice, Prințul Adalbert al Prusiei și Prințul de Wales.
Mama lui Ingrid a murit în 1920 în timp ce era însărcinată cu al șaselea copil. Tatăl ei s-a căsătorit trei ani mai târziu cu Lady Louise Mountbatten. Louise era verișoară de gradul doi cu Ingrid. Din al doilea mariaj n-au rezultat copii. Ingrid a fost crescută în spiritul datoriei și seriozității. După recăsătoria tatălui său, Ingrid a avut o perioadă dificilă.
În 1928, Ingrid l-a cunoscut pe Prințul de Wales și a fost văzută de unii ca o posibilă soție pentru moștenitorul tronului britanic, care era vărul ei de-al doilea. Mama ei, Margaret de Connaught, și tatăl Prințului de Wales, regele George al V-lea erau veri primari, ambii fiind nepoți ai reginei Victoria. Totuși, logodna nu a avut loc.
Nunta ei cu prințul moștenitor al Danemarcei a fost cel mai important eveniment media din Suedia din anul 1935. Ingrid a apărut la radio în 1935 unde a citit o poezie.

## Familie
Prințesa Ingrid s-a căsătorit cu Frederic, Prinț Moștenitor al Danemarcei, la Stockholm la 24 mai 1935. Ca descendenți ai regelui Oscar I al Suediei erau verișori de gradul trei. Ca descendenți ai lui Leopold I, Mare Duce de Baden erau verișori de gradul trei. Ca descendenți ai Țarului Pavel I al Rusiei, Frederic era verișor de gardul patru cu mama lui Ingrid. A devenit regină a Danemarcei odată cu ascensiunea la tron a soțului ei la 20 aprilie 1947. Cuplul a avut trei copii:
- Prințesa Margareta (n. 1940), mai târziu regina Margareta a II-a a Danemarcei care s-a căsătorit cu contele francez Henri de Laborde de Monpezat în 1967. Împreună au doi băieți.
- Prințesa Benedikte (n. 1944), care s-a căsătorit cu Prințul Richard de Sayn-Wittgenstein-Berleburg în 1968. Împreună au trei copii.
- Prințesa Anne-Marie (n. 1946), care s-a căsătorit cu regele Constantin al II-lea al Greciei (mai târziu detronat) în 1964. Împreună au cinci copii.